# Ali Gerba
Ali Ngon Gerba (ur. 4 września 1981 w Jaunde) – kanadyjski piłkarz pochodzenia kameruńskiego występujący na pozycji napastnika. Zawodnik Montrealu Impact.

## Kariera klubowa
Gerba urodził się w Kamerunie, ale jako dziecko emigrował z rodziną do Kanady. W 2000 roku rozpoczął tam zawodową karierę piłkarską w klubie Montreal Impact. Jego barwy reprezentował przez rok. Potem był graczem zespołów Miami Fusion, Toronto Lynx oraz Pittsburgh Riverhounds, a w 2003 roku ponownie został zawodnikiem Montrealu Impact. W tym samym roku odszedł do Toronto Lynx, a w 2005 roku na krótki czas powrócił do Montrealu Impact.
W lipcu 2005 podpisał kontrakt ze szwedzkim GIF Sundsvall. W Allsvenskan zadebiutował 31 lipca 2005 roku w zremisowanym 0:0 pojedynku z Kalmarem. 22 sierpnia 2005 roku w wygranym 5:0 spotkaniu z Assyriską Föreningen strzelił pierwszego gola w Allsvenskan.
W 2006 roku Gerba odszedł do innego pierwszoligowego zespołu, IFK Göteborg. Był stamtąd wypożyczany do norweskiego Odds BK oraz duńskiego AC Horsens. W barwach Göteborga rozegrał natomiast 6 spotkań. W 2007 roku trafił do niemieckiego FC Ingolstadt 04. Potem przez rok występował w angielskim Milton Keynes Dons.
W 2009 roku podpisał kontrakt z kanadyjskim Toronto FC. W MLS pierwszy mecz zaliczył 26 lipca 2009 roku przeciwko Columbus Crew (2:3). W tamtym pojedynku strzelił także gola. W Toronto spędził 1,5 sezonu, a latem 2010 roku po raz kolejny został graczem Montrealu Impact.

## Kariera reprezentacyjna
W reprezentacji Kanady Gerba zadebiutował 2 lipca 2005 w przegranym 1:2 towarzyskim meczu z Hondurasem.
W 2005 roku został powołany do kadry na Złoty Puchar CONCACAF. Zagrał na nim w pojedynkach z Kostaryką (0:1), Stanami Zjednoczonymi (0:2) oraz Kubą (2:1). W spotkaniu z Kubą strzelił także gola, który był jego pierwszym w drużynie narodowej. Tamten turniej Kanada zakończyła na fazie grupowej.
W 2007 roku ponownie wziął udział w Złotym Pucharze CONCACAF. Wystąpił na nim w 4 meczach: z Kostaryką (2:1), Gwadelupą (1:2), Gwatemalą (3:0) i Stanami Zjednoczonymi (1:2). W pojedynku z Gwadelupą zdobył jedną bramkę, a z Gwatemalą - dwie. Z tamtego turnieju Kanada odpadła w półfinale.
W 2009 roku Gerba po raz trzeci znalazł się w drużynie na Złoty Puchar CONCACAF. Zagrał na nim w spotkaniach z Jamajką (1:0), Salwadorem (1:0), Kostaryką (2:2) oraz Hondurasem (0:1). W meczach z Jamajką i Salwadorem strzelił po jednym golu. Tamten turniej Kanada zakończyła na ćwierćfinale.